# Zonska nogometna liga Brčko 1989./90.
Zonska nogometna liga Brčko je bila liga šestog stupnja nogometnog prvenstva Jugoslavije u sezoni 1989./90. 
 
Sudjelovalo je 14 klubova, a prvak je bila "Mladost" iz Velike Obarske.

## Ljestvica
| mj. | klub                   | ut. | pob. | ner. | por. | gol+ | gol- | bod     |
| --- | ---------------------- | --- | ---- | ---- | ---- | ---- | ---- | ------- |
| 1.  | Mladost Velika Obarska | 26  |      |      |      | 47   | 24   | 35      |
| 2.  | Graničar Brezovo Polje | 26  |      |      |      | 55   | 41   | 31      |
| 3.  | Partizan Kostrč        | 26  |      |      |      | 37   | 33   | 27      |
| 4.  | Omladinac Mionica      | 26  |      |      |      | 53   | 40   | 26      |
| 5.  | Dinamo Donja Mahala    | 26  |      |      |      | 50   | 42   | 26      |
| 6.  | Rudar Ugljevik         | 26  |      |      |      | 52   | 42   | 25      |
| 7.  | Posavac Ugljara        | 26  |      |      |      | 47   | 48   | 25      |
| 8.  | Sloga Bijeljina        | 26  |      |      |      | 50   | 60   | 24      |
| 9.  | Mladost Vidovice       | 26  |      |      |      | 30   | 42   | 24      |
| 10. | Rahić (Gornji Rahić)   | 26  |      |      |      | 41   | 47   | 22      |
| 11. | Proleter Oštra Luka    | 26  |      |      |      | 38   | 45   | 22      |
| 12. | Radnik Hrvatska Tišina | 26  |      |      |      | 45   | 55   | 20      |
| 13. | Semberija Popovi       | 26  |      |      |      | 43   | 58   | 17 (-3) |
| 14. | Mladost Lončari        | 26  |      |      |      | 29   | 59   | 17      |

- Hrvatska Tišina – danas dio Tišine
- U slučaju neriješenog rezultata se izvodilo raspucavanje jedanaesterca te bi pobjednik dobio 1 bod, a poraženi u raspucavanju bi ostao bez bodova

## Rezultatska križaljka
| kratica | klub                   | DIN | GRA | MLAL | MLAVEO | MLAVI | OML | PAR | POS | PRO | RAD | RAH | RUD | SEM | SLO |
| --- | ---------------------- | --- | --- | ---- | ------ | ----- | --- | --- | --- | --- | --- | --- | --- | --- | --- |
| DIN | Dinamo Donja Mahala    |     |     |      |        |       |     |     |     |     |     |     |     |     |     |
| GRA | Graničar Brezovo Polje |     |     |      |        |       |     |     |     |     |     |     |     |     |     |
| MLAL | Mladost Lončari        |     |     |      |        |       |     |     |     |     |     |     |     |     |     |
| MLAVEO | Mladost Velika Obarska |     |     |      |        |       |     |     |     |     |     |     |     |     |     |
| MLAVI | Mladost Vidovice       |     |     |      |        |       |     |     |     |     |     |     |     |     |     |
| OML | Omladinac Mionica      |     |     |      |        |       |     |     |     |     |     |     |     |     |     |
| PAR | Partizan Kostrč        |     |     |      |        |       |     |     |     |     |     |     |     |     |     |
| POS | Posavac Ugljara        |     |     |      |        |       |     |     |     |     |     |     |     |     |     |
| PRO | Proleter Oštra Luka    |     |     |      |        |       |     |     |     |     |     |     |     |     |     |
| RAD | Radnik Hrvatska Tišina |     |     |      |        |       |     |     |     |     |     |     |     |     |     |
| RAH | Rahić (Gornji Rahić)   |     |     |      |        |       |     |     |     |     |     |     |     |     |     |
| RUD | Rudar Ugljevik         |     |     |      |        |       |     |     |     |     |     |     |     |     |     |
| SEM | Semberija Popovi       |     |     |      |        |       |     |     |     |     |     |     |     |     |     |
| SLO | Sloga Bijeljina        |     |     |      |        |       |     |     |     |     |     |     |     |     |     |
| |                        |     |     |      |        |       |     |     |     |     |     |     |     |     |     |
| podebljan rezultat - utakmice od 1. do 13. kola (1. utakmica između klubova) rezultat normalne debljine - utakmice od 14. do 26. kola (2. utakmica između klubova) rezultat nakošen - nije vidljiv redoslijed odigravanja međusobnih utakmica iz dostupnih izvora rezultat nakošen i smanjen * - iz dostupnih izvora nije uočljiv domaćin susreta prekrižen rezultat - poništena ili brisana utakmica p - utakmica prekinuta 3:0 p.f. / 0:3 p.f. - rezultat 3:0 bez borbe n.i. - nije igrano (_:_ 11 m) - rezultat u raspucavanju jedanaesteraca u slučaju neriješenog rezultata |                        |     |     |      |        |       |     |     |     |     |     |     |     |     |     |

 Izvori: 

## Unutrašnje poveznice
- regionalna liga BiH – Sjever 1989./90.
- Međuopćinska liga Brčko – Zapad 1989./90.